# ゼノン・ヤスクワ

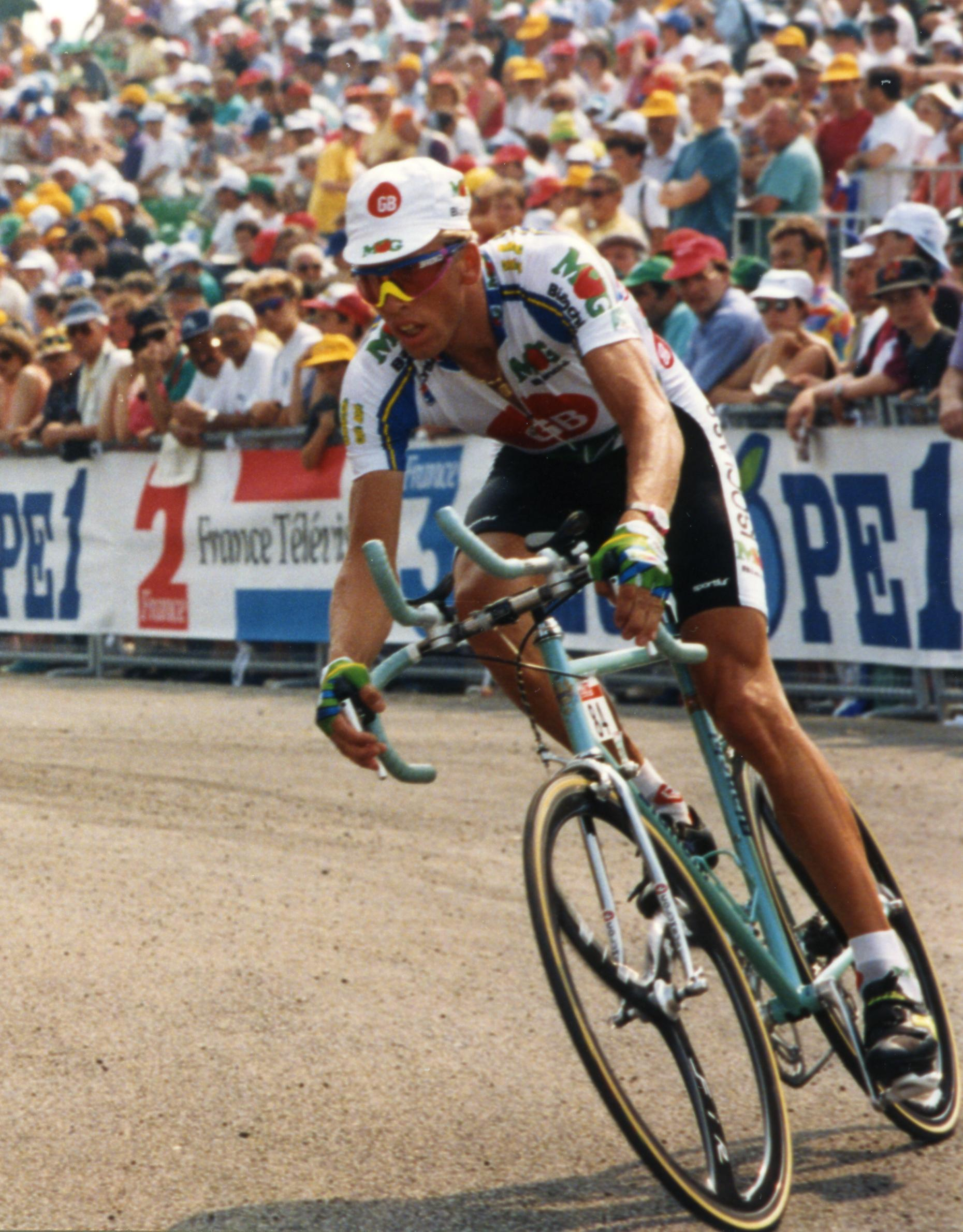
ツール・ド・フランス1993にて

ゼノン・ヤスクワ（Zenon Jaskuła、1962年6月4日 - ）は、ポーランドの元自転車競技（ロードレース）選手。ヴィエルコポルスカ県シレーム出身。
日本では、ポーランド語特有文字である「ł」がWeb、新聞、雑誌等で表記されることがめったにない背景から「l」とみなし、ゼノン・ヤスクラと表記されている。なお、『ł』は、有声両唇軟口蓋接近音と呼ばれるもので、国際音声記号では『w』と表記される。

## 経歴
1988年、ソウルオリンピック・100kmチームタイムトライアルにおいて銀メダル獲得に貢献。翌1989年の世界自転車選手権同種目では優勝メンバーの一員となり、また同年のピースレースでは総合優勝を果たしている。アマチュア時代には個人タイムトライアルのあまりの強さで大量の足切り失格者を出したことから「暗殺者」とまで呼ばれた。
1990年、イタリア籍のディアナ・コルナゴと契約を結んでプロ転向。同年の国内選手権・個人ロードレース優勝を果たす。
GB-MG時代の1993年のツール・ド・フランスでは大活躍を見せ、チームタイムトライアルの牽引車として区間優勝の原動力になったうえ、山岳区間ではチームメイトが序盤で力を使い果たしアシストがまったく機能しない状態にもかかわらず孤軍奮闘。ピレネー越えの第16ステージにおいて、総合3連覇を目指すミゲル・インドゥラインと、対抗格のトニー・ロミンゲルを最後に退けて区間優勝。個人タイムトライアルでも安定した成績を残し総合でも3位と健闘した。この他、同年シーズンにおいては、ツール・ド・スイス第6ステージの個人タイムトライアルでロミンゲルを破って勝利した他、ジロ・デ・イタリアでは総合10位に入った。
その後の主だった戦績は、1995年のツール・ド・スイス総合3位、1997年のポルトガル一周総合優勝、ツール・ド・ポローニュ総合2位などがある。1998年に引退した。　引退後はかつて所属していたマペイの渉外担当を勤めている。